# Северский, Михаил Константинович
Михаил Константинович Северский (настоящая фамилия Скородумов, 1 (13) ноября 1882, дер. Крестниковская, Вологодская губерния — 4 февраля 1954 года, Москва) — певец (тенор); гусляр, виртуозно владел бандурой, гитарой, цитрой. Заслуженный артист РСФСР (1937).

## Биография
Михаил Северский родился в крестьянской семье. Рано осиротев, ушёл из села в поисках заработка. Исколесив весь Север с артелями рыбаков, охотников, слушал их пение, запоминал песни, сказания, былины. Увлекшись игрой старого гусляра, сам смастерил себе гусли и под их аккомпанемент пел в кругу товарищей.
В поисках работы Северский совсем юным попал в Петербург, где встреча с Василием Андреевым определила его дальнейшую судьбу. Оценив одаренность юноши, самобытный певческий дар, артистичность, сдержанную, истинно народную манеру исполнения, природную музыкальность, оригинальность репертуара, Андреев начинает серьёзно учить его музыке, а вскоре, в конце 1890-х годов, задумав расширить круг народных инструментов своего коллектива, пригласил Михаила к себе в качестве гусляра и певца.
Пройдя хорошую школу у Андреева, Михаил Северский продолжил совершенствовать своё мастерство: в 1904 году окончил курсы хорового пения при Московской консерватории, а в театра 1906—1919 годах участвовал в хоре Большого театра.
Ещё в 1907 году, увлечённый петербургским вокальным квартетом (М. Чупрынников, А. Сафонов, братья Николай и Константин Кедровы), Северский создал первый в Москве вокальный квартет (Андреев, Матвеев, Савицкий, позже в разные годы его участниками были Понятовский, Дубровин, Исаевич) и в его составе выступал почти 30 лет. С 1923 года начал выступать по радио и вскоре стал одним из первых певцов — пропагандистов народного творчества. Разнообразный репертуар, необычайное сочетание голоса с аккомпанементом на гуслях определили творческую индивидуальность артиста.
С 1925 года постоянно работал на радио, исполняя русские народные песни, записанные им в Вологодской, Тверской, Ярославской губерниях, а также былины и песни народов мира. В концертных залах Москвы выступал с тематическими концертами «Вечера русской народной песни и былины». В последние годы жизни руководил художественной самодеятельностью в клубах и домах культуры Москвы.
Похоронен на кладбище деревни Полушкино Одинцовского района Московской области.

## Память
Гусли Михаила Северского выставлены в Российском национальном музей музыки.